# 센세이션 (전시회)

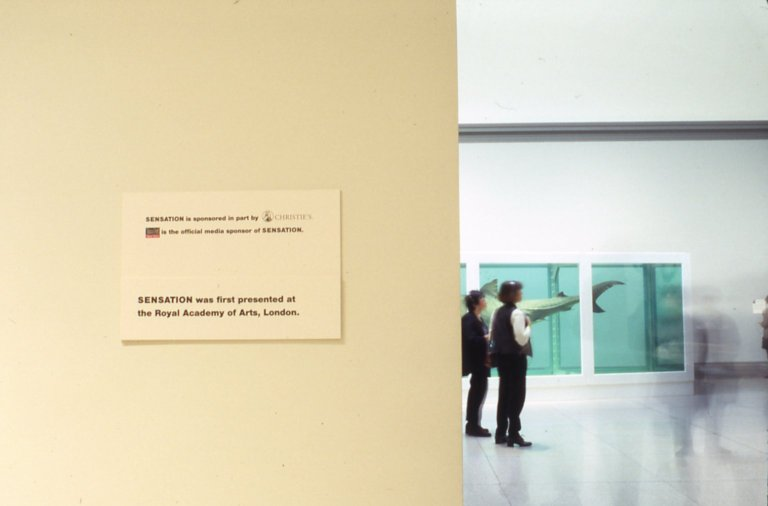
미국 뉴욕 브루클린 미술관의 센세이션 전 당시 모습 (1999년)

센세이션 (Sensation) 전은 영 브리티시 아티스트 (YBA)의 작품을 중심으로 한 찰스 사치의 현대 미술 컬렉션 전시회로, 1997년 9월 18일부터 12월 28일까지 런던 왕립 예술원에서 처음 전시되었다. 이후 1998년 독일 베를린의 함부르크반호프와 1999년 미국 뉴욕시의 브루클린 미술관에서도 순회전이 열렸다. 오스트레일리아 국립미술관에서도 순회전이 개최될 예정이었으나, 예술 경매시장계의 전시 후원 사실에 대한 국립미술관장의 상업화 우려로 취소되었다.
센세이션전에서 선보인 여러 작품들은 노골적인 수위로 언론과 대중의 뜨거운 관심을 불러모았다. 런던과 뉴욕 순회전에서는 각각 영국의 연쇄살인범 마이라 힌들리와 성모 마리아를 소재로 한 작품이 사회적 논쟁을 불러일으키기도 했다. 루돌프 줄리아니 뉴욕 시장 등은 사치 측이 해당 작품을 예술기관과 공공미술관에 전시해 작품의 가치를 높이려 한다고 비판하였다.

## 전시 작품

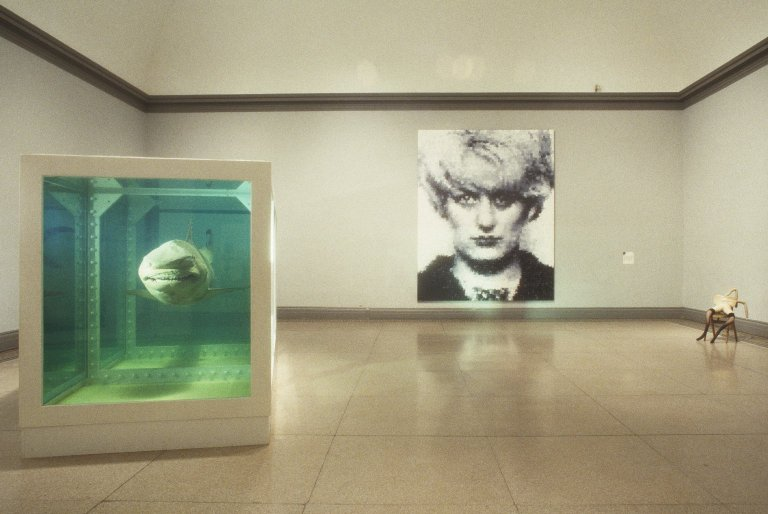
우측에 보이는 그림이 마커스 하비의 <마이라> (Myra, 1995년). 영국의 아동 연쇄살인마 마이라 힌들리를 소재로 한 이 작품은 런던 전시 당시 사회적 논란을 불러일으켰다.

센세이션 전은 영국 광고업계의 큰손이자 현대 미술 수집가로 유명한 찰스 사치의 현대미술 컬렉션을 공개하는 전시로서, 영국 왕립예술원 전시담당관 노먼 로젠탈의 협력으로 개최되었다. 전시 규모의 경우 카탈로그상에는 110개로 표기되었으나 실제로는 작가 42인, 작품 116점으로 집계되었다.
센세이션 전에서 선보인 작품은 이른바 영 브리티시 아티스트 (yBa)를 필두로 이미 영국 대중들 사이에서 유명한, 그리고 악명 높은 작품들이 많았다. 상어 한 마리를 통째로 폼알데하이드 수조에 넣은 데이미언 허스트의 작품 <살아있는 누군가의 마음 속에 있는 죽음의 신체적 불가능성>, 트레이시 에민의 작품 <나와 함께 잤던 모든 사람들 1963~1995>, 작가 본인의 혈액을 얼려 만든 마크 퀸의 두상, 성적 요소를 노골적으로 묘사한 새라 루커스의 작품이 대표작이었다. 여기에 광고기획으로 유명한 질리언 웨어링처럼 이미 다른 쪽으로 두각을 드러낸 작가들의 작품도 함께 전시되었다. <센세이션>은 이러한 작품들을 두루 한꺼번에 관람객에게 선사할 수 있는 기회를 제공한 최초의 전시회였다.
왕립예술원 측은 전시장 입장 시 방문객에게 다음과 같은 면책 조항을 게시하였다.
<센세이션> 전에 전시되는 예술 작품은 사람에 따라 혐오감을 안길 수 있습니다. 부모님께서는 자녀를 동반하실지를 판단하시기 바랍니다. 전시실 한 곳은 18세 미만의 관람객의 출입이 불가능합니다.

There will be works of art on display in the Sensation exhibition which some people may find distasteful. Parents should exercise their judgment in bringing their children to the exhibition. One gallery will not be open to those under the age of 18.

## 런던전

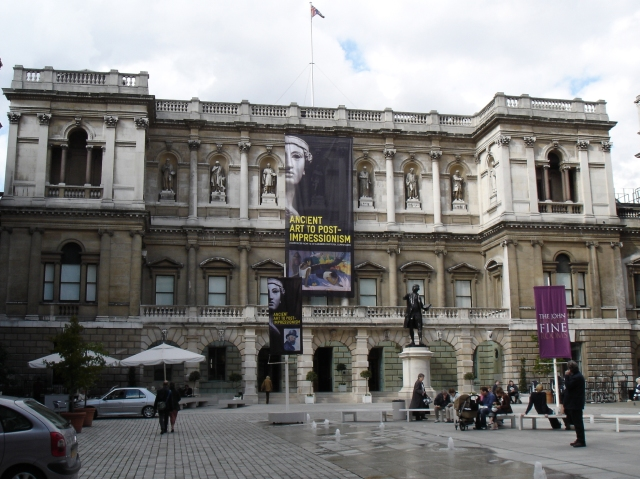
영국 런던의 왕립예술원

첫번째 전시회는 1997년 9월 18일 영국 런던 왕립예술원에서 개최되었다. 당시 영국 언론들은 주류신문과 타블로이드지를 가리지 않고 전시에서 선보인 작품을 평가하기 위해 현장으로 향했고, 일반 관객들 역시 대체 어떤 작품이 전시되었길래 이 소란인가를 직접 확인하기 위해 몰려들면서 예술원 앞에 끝없는 줄이 이어졌으며, 머지않아 영국 대중들의 분노와 언론의 뜨거운 논쟁으로 이어졌다. 왕립예술원 소속 학자들도 이번 전시가 선동적인 성격을 띄고 있다는 우려에 대해 전체 인원 80명 가운데 4분의 1이 동의하였으며, 그 가운데 4명은 노골적인 수위를 자랑하는 작품들이 내걸려 있다는 점에 항의의 뜻으로 회원직을 사퇴하였다.
당시 논쟁의 대상으로 지목된 작품으로는 어린이 마네킹의 코와 입을 음경과 항문으로 바꿔 표현한 채프먼 형제의 작품도 있었으나, 그 어느 무엇보다도 가장 큰 논란을 일으켰던 작품은 마커스 하비의 <마이라> (Myra)라는 그림이었다. 이 작품은 1960년대 영국의 악명 높은 아동 연쇄살인마 마이라 힌들리의 초상을 그린 것으로, 어린이 손자국 수백 개를 픽셀 아트처럼 찍어 힌들리의 형상을 띄도록 연출한 작품이었다.
작품 공개 소식이 알려지자 실제 연쇄살인사건 희생자의 어머니인 위니 존슨 (Winnie Johnson)을 필두로 '살인과 습격에 반대하는 어머니회' (Mothers Against Murder and Aggression)가 전시 첫날 예술원 앞에서 피켓 시위를 벌였다. 어머니회는 예술원 측에 위니 존슨의 심정을 해치지 않도록 마이라의 초상화를 내려 달라고 요구하였다. 심지어 수감중이었던 마일라 힌들리 본인도 "무어의 가족들, 나아가 어린이 희생자의 가족들이 겪게 될 마음 속 고통과 트라우마의 독단적 무시"라며 자신의 초상화를 전시에서 내려달라는 옥중편지를 보내기도 했다. 사건 당사자들의 항의에도 불구하고 초상화는 전시가 끝날 때까지 계속 걸려 있었다. 비난 여론도 격화되어 왕립예술원 본부가 있는 벌링턴 하우스의 창문이 깨지는가 하면, 전시회에 들어간 시위자 두 명이 해당 그림에 잉크와 달걀을 투척하는 사건도 벌어졌다. 투척 사건 이후 그림은 복원 작업을 거쳐 투명 아크릴에 씌워 전시를 재개하였고 보안요원이 상시 배치되었다.
1997년 9월 16일, 왕립예술원 비서 데이비드 고든은 기자회견을 통해 논란의 대상으로 떠오른 초상화에 대해 다음과 같이 전시 고수 입장을 밝혔다. "예술원 내부의 다수견해는 마이라 힌들리의 초상 자체가 신문과 잡지에 수백만 번은 배포되었다는 것입니다. 살인사건에 대한 책도 쓰여졌고, TV 프로그램도 만들어졌습니다. 힌들리의 초상은 공공의 영역이고, 우리 의식의 일부이고, 근래 사회사의 끔찍한 일면이며, 보도는 물론 예술에서도 합법적으로 쓸 수 있는 주제입니다."
결론적으로 <센세이션> 전은 일반 관객들로부터 큰 관심을 끌어모았으며, 전시기간 동안 예술원을 찾은 방문객은 30만 명에 달했다. 섬찟한 소재를 다룬 작품과 관련해 영국 언론의 집중적인 관심도 흥행에 한몫했다. BBC는 센세이션 전이 "잘린 팔다리와 노골적인 포르노그래피의 잔혹한 이미지"라고 평했다.

## 베를린전
두번째 전시이자 첫 순회전은 1998년 9월 30일부터 1999년 1월 30일까지 독일 베를린의 함부르커반호프에서 열렸다. 전시 종료 예정일은 12월 28일이었으나 이곳에서도 많은 방문객을 끌어모으면서 이듬해 1월까지 전시가 연장되었다. <타게슈피겔> (Der Tagesspiegel)의 미술 평론가 니콜라 쿤은 "센세이션전에 센세이션은 없었다"면서 베를린전의 YBA의 작품 속에서는 "불손하고 재밌고 눈부시기보다는 슬프고 진지한 면"을 엿볼 수 있었다는 평가를 남겼다.

## 뉴욕전

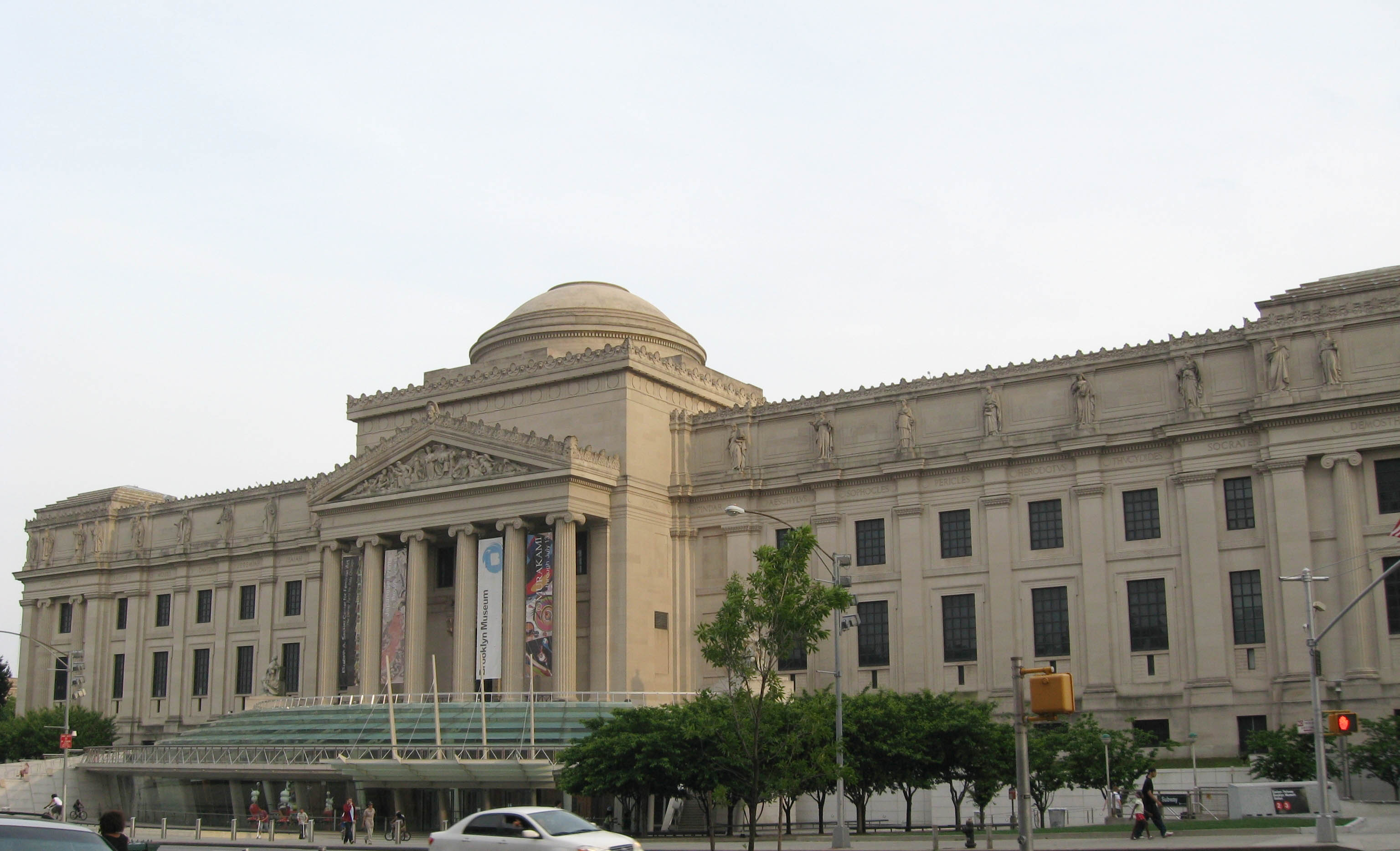
브루클린 미술관

세번째 전시는 1999년 10월 2일부터 2000년 1월 9일까지 미국 뉴욕 브루클린 미술관에서 열렸다. 뉴욕전에서도 한 작품이 상당한 논란에 휩싸였는데, 그 주인공은 정작 런던전에서는 별다른 주목을 받지 못했던 크리스 오필리의 <성모 마리아> (The Holy Virgin Mary)였다. 이 작품은 흑인 마리아를 코끼리의 똥덩어리로 장식해 수지로 덮어 완성한 초상화로, 그 주변에는 포르노 잡지에 나오는 여자 성기의 조그만 콜라주 사진으로 둘러싸여 있었으며 멀리서 보면 옛 성모 마리아 초상화에 나오는 지천사처럼 보이게 연출했다. 미국 언론들은 이 작품이 코끼리 똥으로 "얼룩졌다", "뒤덮였다"는 표현을 동원해 보도했다.
크리스 오필리의 작품이 사회적 논란으로 비화된 것은 전시회 카탈로그를 열람한 루돌프 줄리아니 뉴욕 시장이 "역겹다" (sick stuff)면서, 전시 개최를 기획한 브루클린 미술관 측에 연간 700만 달러의 시 지원금을 철회하겠다고 위협하면서부터였다. 구체적인 이유로는 "타인의 종교를 모독하는 일에 정부 보조금을 받을 권리는 없다"는 것이었다. 종교계도 시장의 조치에 동조하였는데 존 오코너 뉴욕 대주교 추기경은 “종교 자체에 대한 공격이 아니냐고 누군가가 의문을 던져야 했다”고 밝혔고, 미국 최대 규모의 정통 유대인 단체 회장을 맡고 있는 맨델 갠크로는 “상당히 자극적”이라고 평가했다. 미국 종교 민권 가톨릭 연맹의 윌리엄 A. 도노휴 회장도 해당 작품이 "혐오감을 불러일으킨다"고 밝혔다. 줄리아니 시장은 전시 철수를 위한 소송에 들어갔고 아놀드 레먼 브루클린 미술관장은 줄리아니 시장의 수정헌법 제1조 위반 혐의로 연방대법원 소송을 제기했다.
줄리아니 시장의 법적 대응에 대해 뉴욕 시민자유연맹 (New York Civil Liberties Union)은 브루클린 박물관 측을 지지하는 성명을 발표했고, 힐러리 클린턴 당시 대통령 영부인도 이에 동조하는 입장을 밝혔다. 뉴욕 타임스 편집위원회도 줄리아니 시장의 대응이 "뉴욕 문화계에 새로운 빙하기를 예고했다"고 비판했다. 이와 더불어 뉴욕 타임스 측은 수전 서랜던, 스티브 마틴, 노먼 메일러, 아서 밀러, 커트 보니것, 수전 손택을 비롯한 미국 배우, 작가, 예술가 100여명의 지지 서명을 전면 광고로 실었다. 해당 작품을 만든 오필리도 자신이 가톨릭교 신자라는 점을 밝히며, "코끼리 똥 그 자체로 꽤 아름다운 오브제"라는 입장을 드러냈다.
미국 하원은 1999년 10월 3일 브루클린 미술관 연방 예산 지원 중단에 관한 비구속력 결의안을 통과시켰고, 뉴욕시도 브루클린 미술관에 대한 예산 지원을 중단했다. 그러나 11월 1일 연방 판사 니나 거숀은 뉴욕시 측에 미술관 예산지원 중단 결정을 취소하고 전시 철수 명령도 중단하라는 판결을 내렸다. 1999년 12월 16일에는 72세의 남성이 오필리의 초상화에 흰색 페인트를 퍼부으면서 체포되었다. 이후 브루클린 미술관은 전시된 작품이 "충격과 구토, 혼란, 공황, 도취감, 불안을 유발할 수 있다"는 내용의 노란색 경고문을 발행하고, 오필리의 그림은 즉시 복구한 뒤 투명 아크릴로 보호하여 박물관 직원과 무장 경찰이 경비를 맡도록 하였다.
뉴욕전의 사회적 논란은 런던전과 마찬가지로 사치 측이 의도했던 전시 흥행으로 이어졌다는 평가가 많다. 뉴욕 옵저버의 미술 평론가 제프리 호그레프는 브루클린 박물관이 "홍보를 원했고 그것을 이뤘다. 고도의 계산이 이뤄졌다고 본다"고 평했다. 뉴욕시 아트 앤드 옥션 지의 편집장 브루스 워머는 "결국 이 줄이 사라질 때 유일하게 미소지을 사람은 자기홍보의 대가인 찰스 사치일 것이다"라고 지적했다. 당시 브루클린 미술관장이었던 아놀드 레먼은 2021년 <SENSATION : the Madonna, the Mayor, the Media, and the First Amendment>라는 저서를 출간, 당시 경험에 관한 회고록을 공개하였다.

## 오스트레일리아전
뉴욕전에 이어 오스트레일리아 국립미술관에서도 호주 정부의 후원으로 순회전이 진행될 예정이었으나, 1999년 6월 브라이언 케네디 관장이 "공기금으로 운영되는 미술관으로서 [...] 예술 작품 가치에 대한 논지를 벗어난 문제로 인해, 공분을 야기한 문제의 전시를 정상적으로 진행할 수 없다"는 뜻에 따라 전격 취소되었다.
케네디 관장은 이와 더불어 전시가 "너무 상업적이다"라는 입장도 표명하였다. 이는 뉴욕 브루클린전 개최 당시, 작품 소장처인 사치 측의 후원금 160,000달러, 사치 측의 작품 판매권한을 지닌 경매회사 크리스티의 후원금 50,000달러, 여러 작가의 판매업자로부터 나온 후원금 10,000달러가 전시 예산에 투입된 사실이 밝혀진 데 따른 결정이었다. 케네디 관장은 센세이션 전의 개최 결정을 내릴 당시 경매 시장계의 후원 사실을 모르고 있었다고 해명하였다. 특히 사치의 후원 사실은 뉴욕전 개최 당시 미술관 측에 의해 공개되지 않다가 법원 제출문서를 통해 드러난 상항이었다. 마찬가지로 런던 왕립예술원에서 전시가 열렸을 때도 작품의 가치를 높이기 위해 개최했다는 비판이 나오기도 했다.

## 센세이션전 참여 작가

### 영 브리티시 아티스트 (YBA)
- 채프먼 형제
- 애덤 초즈코
- 맷 콜리쇼
- 트레이시 에민
- 마커스 하비
- 데미안 허스트
- 마이클 랜디
- 애비게일 레인
- 사라 루카스
- 제이슨 마틴
- 론 뮤엑
- 크리스 오필리
- 리처드 패터슨
- 사이먼 패터슨
- 마크 퀸
- 피오나 래
- 제니 새빌
- 샘 테일러우드
- 게빈 터크
- 길리언 웨어링
- 레이첼 화이트리드
- 플로어 라포스
- 잉카 쇼니베어

### 그 외 사치 컬렉션 작가
- 대런 아몬드
- 마우리치오 안체리
- 리처드 빌링햄
- 글렌 브라운
- 사이먼 캘러리
- 키스 코번트리
- 피터 데이비스
- 폴 피네건
- 마크 프랜시스
- 알렉스 하틀리
- 모나 하툼
- 랭글랜드 & 벨
- 마틴 말로니
- 제이슨 마틴
- 앨런 밀러
- 조너선 파슨스
- 해드리언 피가트
- 제임스 릴리
- 제인 심슨
- 마크 월링거
- 세리스 윈 에반스

## 전시회 사진
다음은 1999년 10월 뉴욕시 브루클린 미술관 순회전 당시 모습을 담은 사진이다 (출처: 브루클린 뮤지엄 아카이브).

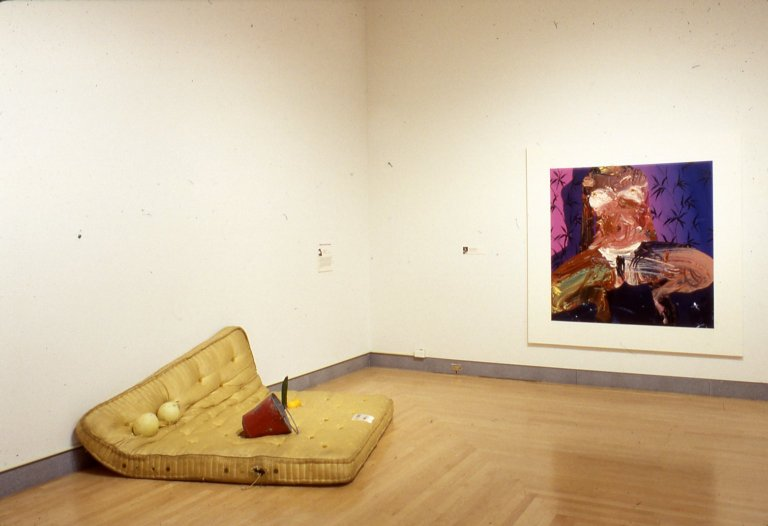
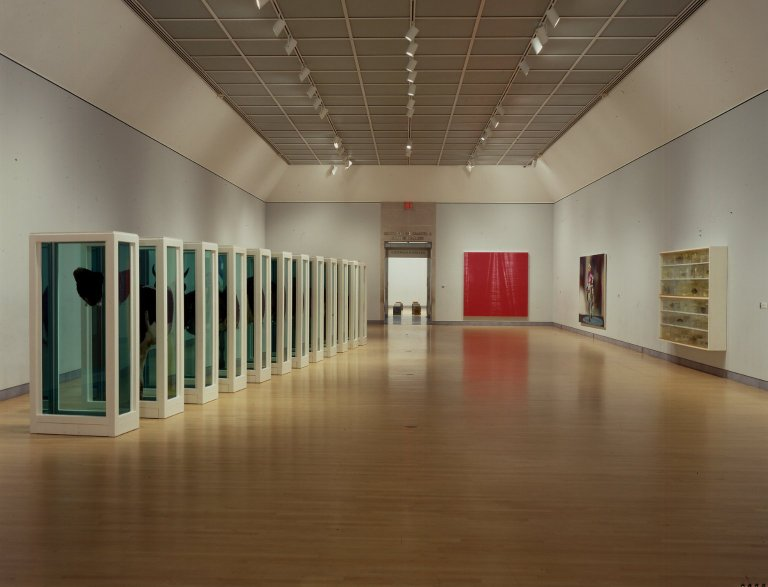
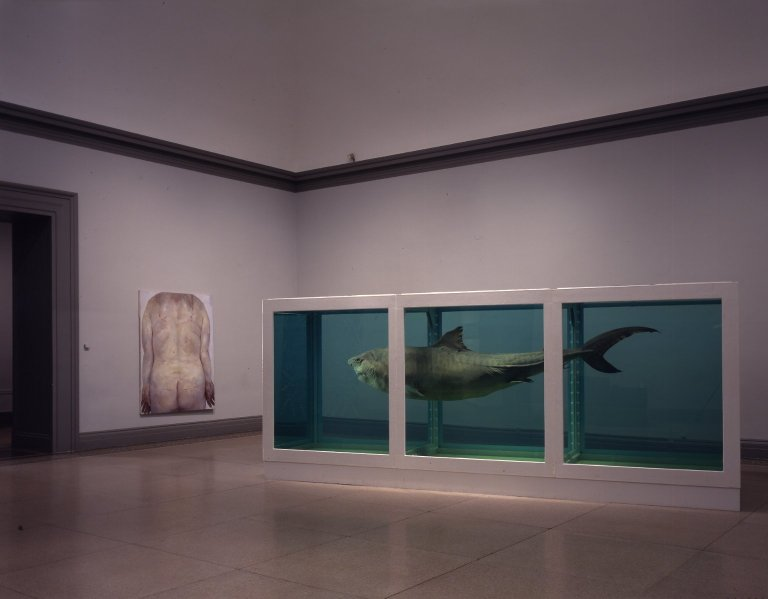
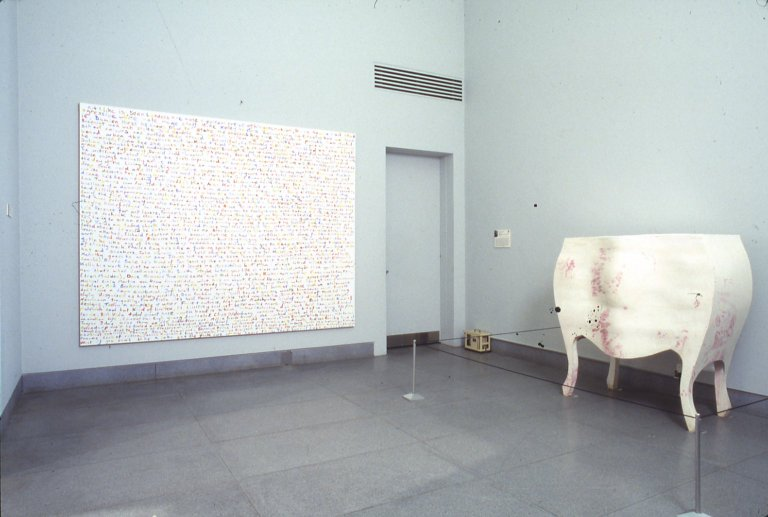
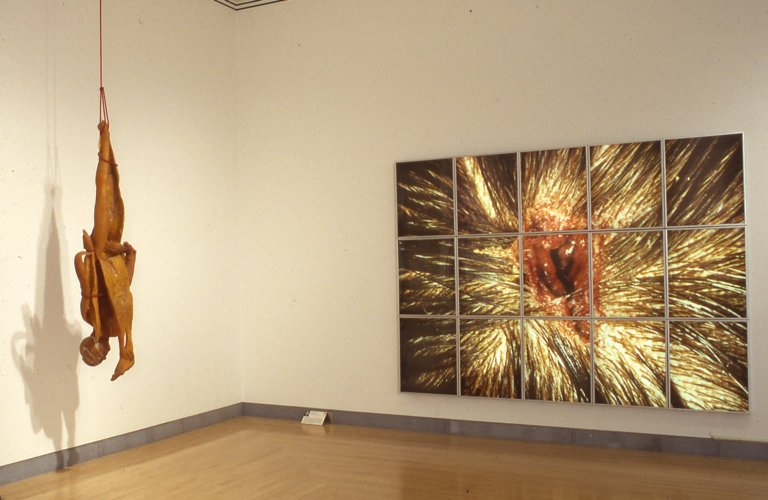
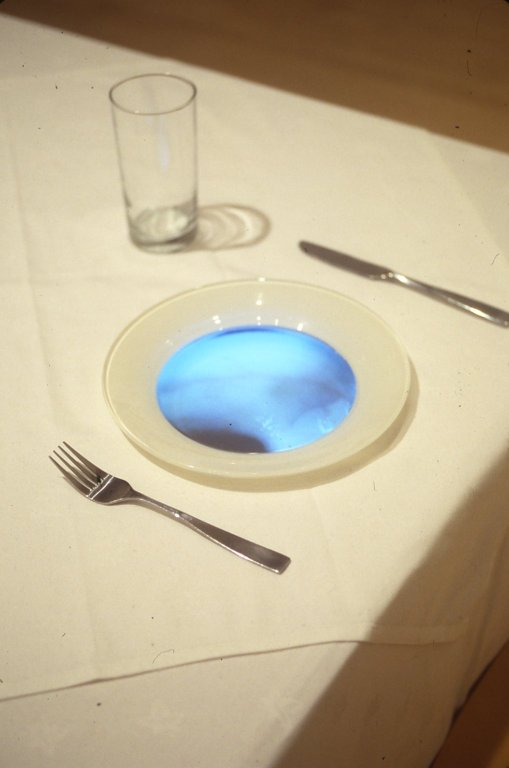
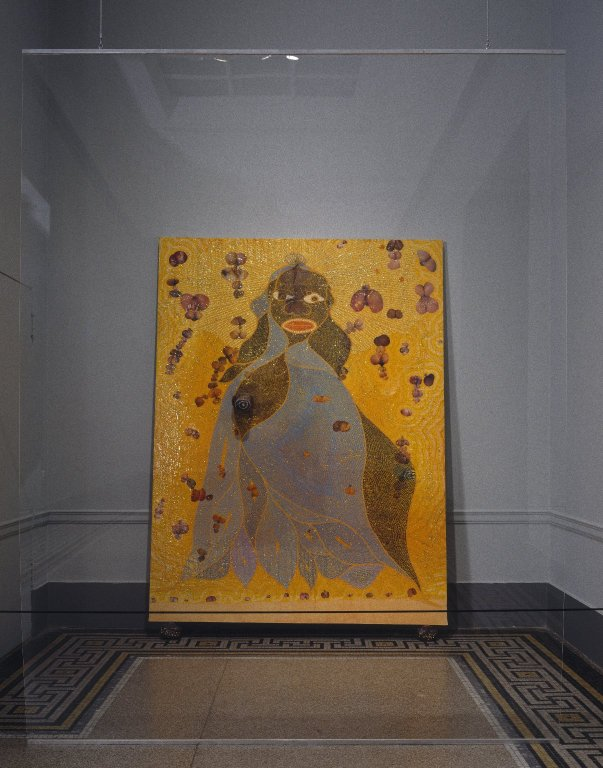
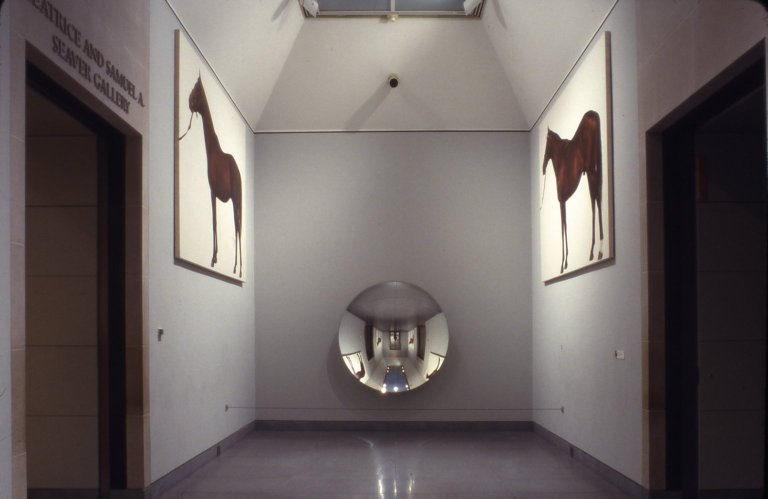
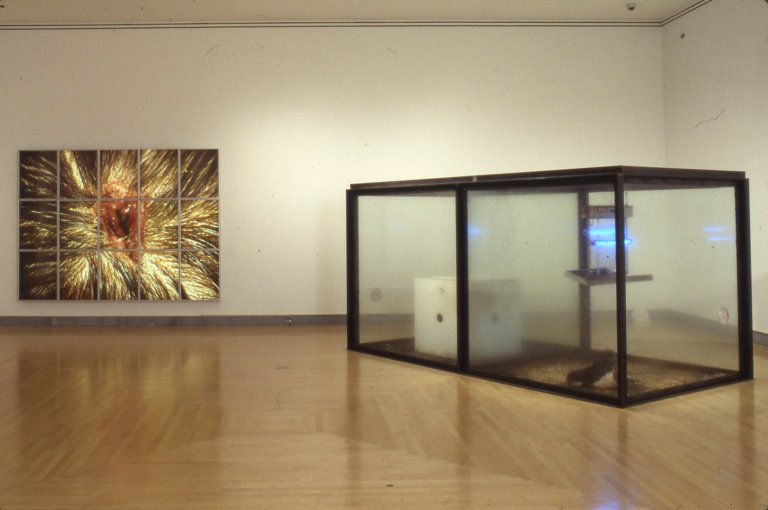
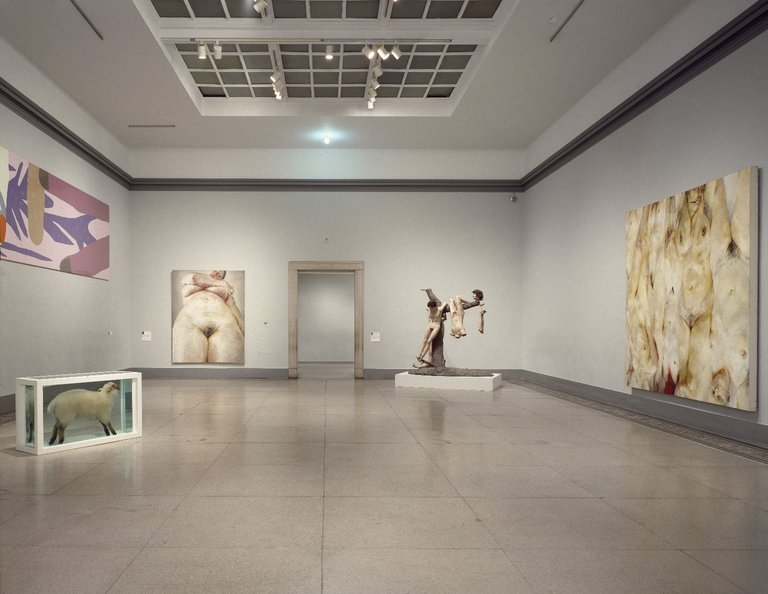
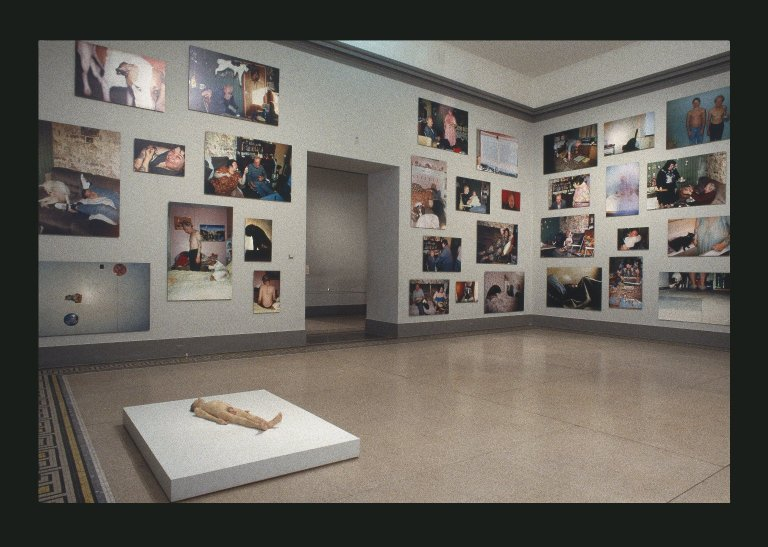
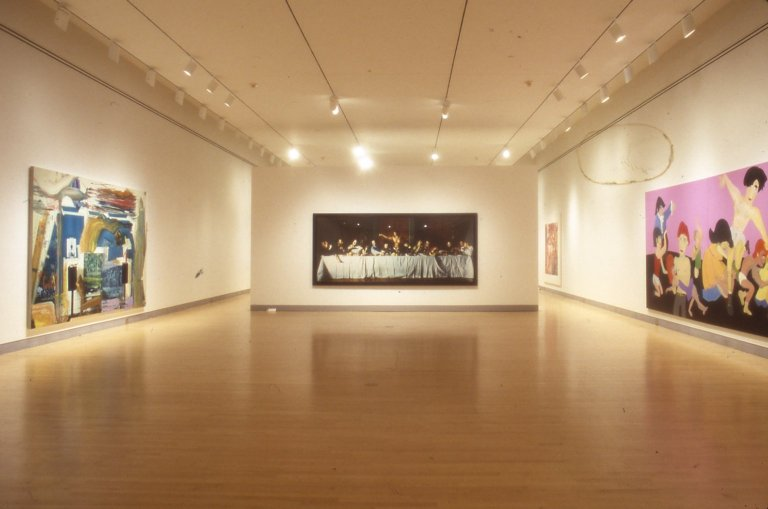
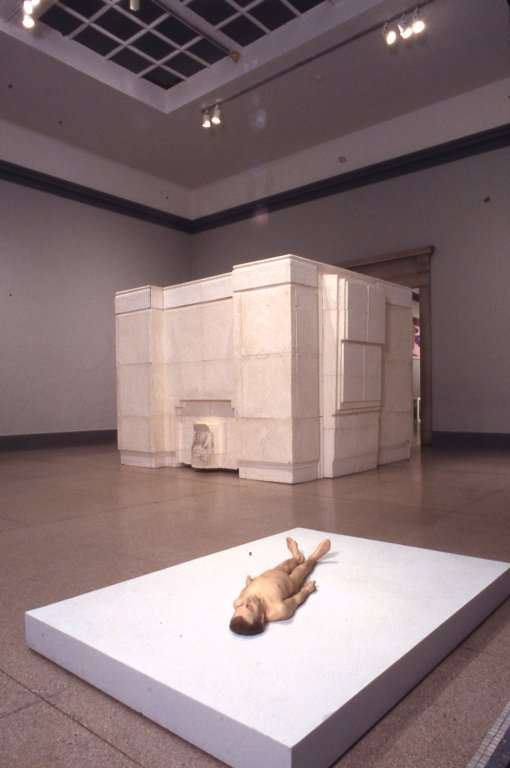
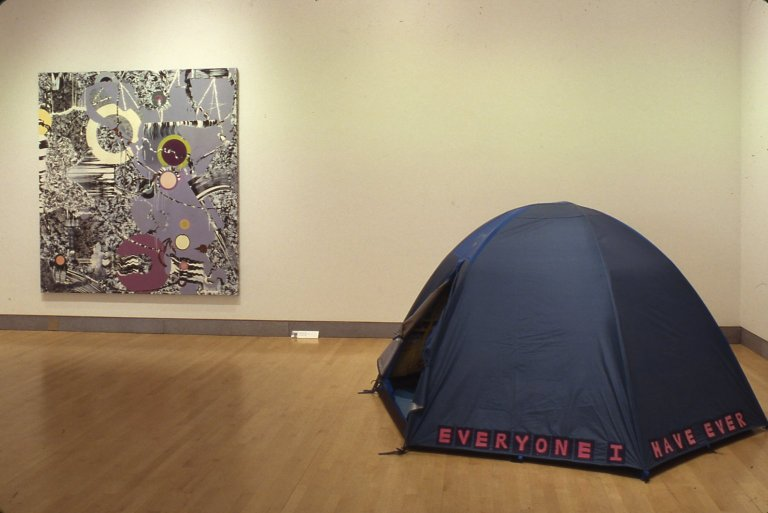
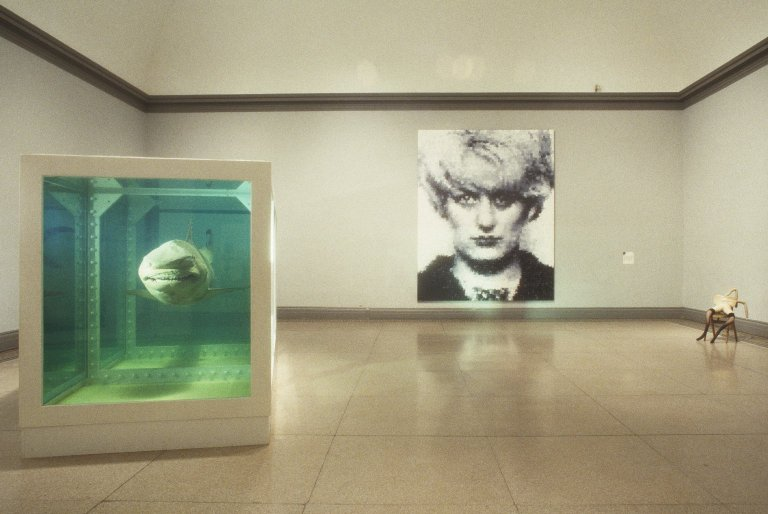
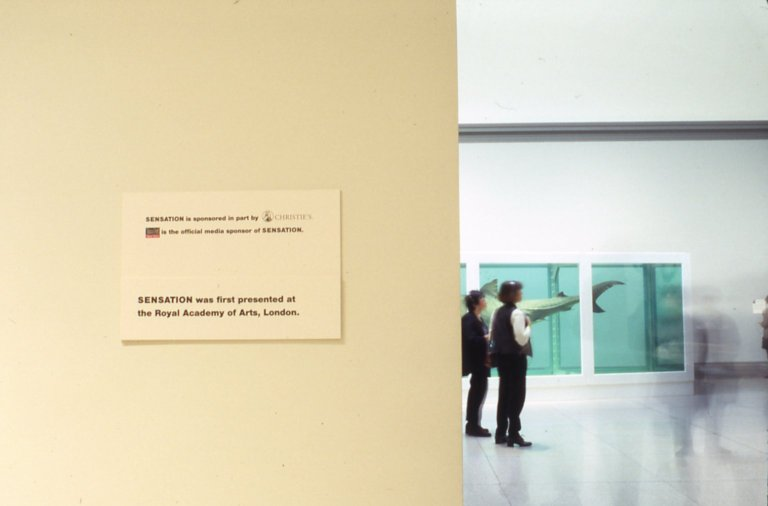
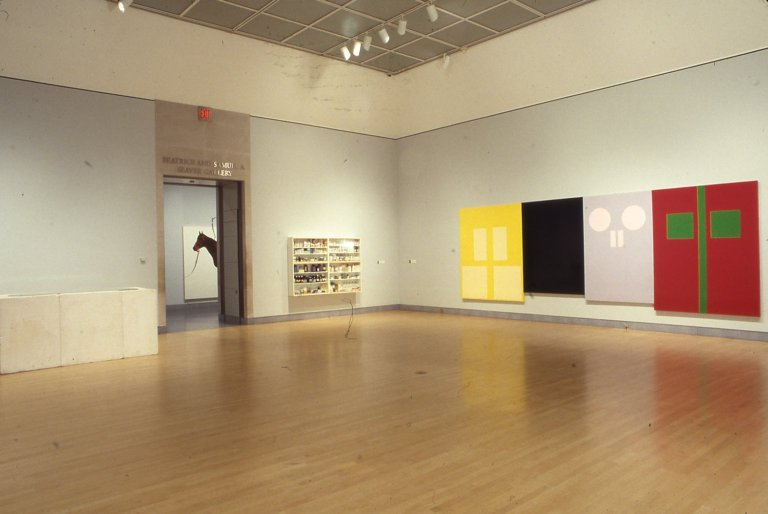

## 관련 문헌
- Collings, Matthew. (1997). Blimey! : from Bohemia to Britpop : the London Artworld from Francis Bacon to Damien Hirst. 2nd ed. Cambridge, England: 21 Publishing Ltd.
- Rosenthal, Norman et al. (1998). Sensation: Young British Artists from the Saatchi Collection. April 1998. Thames and Hudson: London.
- Hirst, Damien. (2001). Damien Hirst pictures from the Saatchi Gallery. Booth-Clibborn Editions: London.
- Legge, Elizbeth. (2000). "Reinventing Derivation: Roles, Stereotypes, and ‘Young British Art.’” Representations (Berkeley, Calif.) 71, no. 71 (2000): 1–23.
- Lehman, Arnold. (2021). SENSATION: the Madonna, the Mayor, the Media and the First Amendment. Merrell: London and New York.
- Rothfield, Lawrence (Ed). (2001). Unsettling 'Sensation': Arts-Policy from the Brooklyn Museum of Art Controversy. Rutgers University Press.
- Stallabrass, Julian. (2006). High Art Lite: British Art in the 1990s. Verso: London and New York.